# 崔昌秀
崔昌秀（：／ Choe Chang-su，1942年5月15日—2020年2月10日），男，朝鲜民主主义人民共和国影视演员，朝鲜电影制片厂演员团前团长。

## 生平
1966年在平壤朝鲜电影制片厂担任演员，出演《崔学信一家》。1980年获功勋演员（공훈배우）称号，1983年获人民演员称号。他在《月尾岛》（1982年）和《民族与命运·崔德新篇》（1992年）等多部故事片中担任主角。1992年2月獲授劳动英雄荣誉称号。曾任平壤话剧电影大学教授、青少年电影创作团团长，朝鲜电影制片厂演员团团长等职。
2020年2月12日《劳动新闻》发文称，金正恩于10日向崔昌秀灵前送花圈，对他的去世表示深切哀悼。